# Frontón Euskal Jai Berri
Es un frontón largo, de 54 metros, de Pelota vasca en el que se pueden disputar las modalidades de Remonte y Cesta-punta. Localizado en la localidad de Huarte, a 6 km de Pamplona, provincia de Navarra (España). Se adecuó como sede de los Campeonatos del Mundo de Pelota Vasca de 1962 y 2002, para la modalidad de Cesta-punta. 
Está gestionado por la Fundación Euskal Jai Berri de carácter privado. También se desarrollan en el mismo algunos programas deportivos municipales y, en determinadas fechas, actividades culturales.
- Datos: Q8962899